# Túnel de Gousselerbierg
El Túnel de Gousselerbierg (en luxemburguès: Tunnel Gousselerbierg; en alemany: Gousselerbierg-Tunnel) és una parella de túnels paral·lels al cantó de Mersch, al centre de Luxemburg. Els túnels reben el nom del pujol per la qual passen, prop de la ciutat de Gosseldange, a la comuna de Lintgen. Amb 2695 metres, el túnel de Gousselerbierg és el segon més llarg al país, després del túnel Grouft, de 2.950 metres.
El túnel porta a l'autopista A7 i és el primer dels tres túnels principals en la ruta de la carretera, juntament amb el túnel Grouft i el Túnel Stafelter (1.850 m). Cadascun dels túnels bessons conté dos carrils de tràfic en una direcció. Al punt màxim, el túnel es troba a 115 metres per sota de la superfície del pujol.